# V. Pudur
V. Pudur é uma panchayat (vila) no distrito de Toothukudi, no estado indiano de Tamil Nadu.

## Demografia
Segundo o censo de 2001, V. Pudur tinha uma população de 8037 habitantes. Os indivíduos do sexo masculino constituem 50% da população e os do sexo feminino 50%. V. Pudur tem uma taxa de literacia de 69%, superior à média nacional de 59.5%: a literacia no sexo masculino é de 78% e no sexo feminino é de 59%. Em V. Pudur, 11% da população está abaixo dos 6 anos de idade.